# Liselott Willén
Liselott Willén, egentligen Sara Liselott Kärrfalk, född Carlsson 12 juni 1972 i Stockholm, är en svensk-åländsk författare. I sitt författarskap använder hon efternamnet Willén efter ett tidigare äktenskap.
Hon växte upp i Saltvik på Åland.Efter avslutade medicinska studier vid Karolinska institutet flyttade hon 1997 till Örebro varifrån hennes mor kommer. Där har hon varit läkare på universitetssjukhuset. Hon debuterade 2001 med Sten för sten, en psykologisk spänningsroman. På Åland utspelar sig ett otrohetsdrama med fokus på den bedragna Kjerstins planering av sin drastiska hämnd. I samma genre som tidigare befinner sig Eldsmärket (2003). Romanen handlar om en grupp ungdomar som iscensätter riskabla levande rollspel på krogar i Stockholm med ovetande personer inblandade. Lekarna eskalerar gradvis och övergår i ett oåterkalleligt allvar. 
I den fiktiva barndomsskildringen Islekar (2008) skildrar Willén åländska miljöer. Runt en isklädd vik utspelar sig ett ödesmättat triangeldrama med tre barn inblandade. Parallellt följer läsaren hur Alex, den nu vuxna huvudpersonen, återvänder från Sverige till ön där hon konfronteras med sitt förflutna. Spänningsromanen Ingenstans under himlen (2011) handlar om riksdagsledamoten Christian Webers fall i samband med införandet av ett nationellt DNA-register. Willén låter huvudpersonen själv bli offer efter en DNA-profilering och han sätts på flykt undan rättvisan.